# Haplotaxis brinkhursti
Haplotaxis brinkhursti är en ringmaskart. Haplotaxis brinkhursti ingår i släktet Haplotaxis och familjen Haplotaxidae. Inga underarter finns listade i Catalogue of Life.